# Бірлік (Талгарський район)
Бірлі́к (каз. Бірлік) — село у складі Талгарського району Алматинської області Казахстану. Входить до складу Бельбулацького сільського округу.
Населення — 3248 осіб (2021; 2812 у 2009, 1867 у 1999, 1161 у 1989).